# Chillicothe (Texas)
Chillicothe è un comune (city) degli Stati Uniti d'America della contea di Hardeman nello Stato del Texas. La popolazione era di 707 abitanti al censimento del 2010.
La conservatrice storica Myna Potts risiede a Chillicothe. È curatrice del Medicine Mound Museum, un restauro del negozio del defunto padre nella città fantasma di Medicine Mound, situata a 9 miglia (14 km) a sud di Chillicothe.

## Geografia fisica
Chillicothe è situata a 34°15′19″N 99°30′44″W (34.255377, -99.512255).
Secondo lo United States Census Bureau, la città ha una superficie totale di 2,64 km², dei quali 2,64 km² di territorio e 0 km² di acque interne (0% del totale).
La U.S. Route 287 attraversa il centro della città, conducendo a sud-est 16 miglia (26 km) a Vernon e ad ovest 13 miglia (21 km) a Quanah, il capoluogo della contea di Hardeman.

## Società

### Evoluzione demografica
Secondo il censimento del 2010, la popolazione era di 707 abitanti.

### Etnie e minoranze straniere
Secondo il censimento del 2010, la composizione etnica della città era formata dall'86,85% di bianchi, il 4,24% di afroamericani, lo 0,71% di nativi americani, lo 0,42% di asiatici, lo 0% di oceanici, il 6,22% di altre etnie e l'1,56% di due o più etnie. Ispanici o latinos di qualunque etnia erano il 29,56% della popolazione.